# (8884) 1994 CM2
A (8884) 1994 CM2 a Naprendszer kisbolygóövében található aszteroida. A. C. Gilmore, P. M. Kilmartin fedezte fel 1994. február 12-én.